# Rote Pockau
Die Rote Pockau, auch Halbmeilenbach, ist ein 10 Kilometer langer, linker Nebenfluss der Schwarzen Pockau im Erzgebirge.

## Verlauf
Sie entspringt in einer Höhe von etwa 770 m ü. NHN, etwa zwei Kilometer nordwestlich des Marienberger Ortsteils Kühnhaide. Nach kurzer Laufstrecke nimmt sie von links den Zeuggraben auf, der nach etwa 750 m wieder abfließt. Zwischen der Marienberger und der etwa 100 Meter höheren Kühnhaidner Hochfläche hat die Rote Pockau einen tiefen Geländeeinschnitt geschaffen. Unterhalb der Rätzteiche folgt ein steilhängiges Kerbtal, das in der Ortslage Pobershau in ein Kerbsohlental übergeht. Am nördlichen Ortsausgang von Pobershau nimmt sie den Schlettenbach auf und wenige hundert Meter weiter mündet die Rote Pockau in einer Höhe von etwa 490 m ü. NHN in die Schwarze Pockau.

## Zuflüsse
- Nasser Brückenbach (r)
- Weißwasser (l)
  - Rotepfützenbach (l)
- Mothäuser Bach (r)
- Wildsbergbach (r)
- Bärengrundbach (l)
- Goldkronenbach (r)
- Schlettenbach (l)

## Weiteres
Für die Rote Pockau wurde früher der Name „die kleine Bockau oder das rothe Wasser“ verwendet und für die Schwarze Pockau der Name „Große Bockau“ oder „das schwarze Wasser“.